# Wydział Architektury Zachodniopomorskiego Uniwersytetu Technologicznego w Szczecinie
Wydział Architektury Zachodniopomorskiego Uniwersytetu Technologicznego w Szczecinie – jeden z jedenastu wydziałów Zachodniopomorskiego Uniwersytetu Technologicznego w Szczecinie. Wydział funkcjonuje w budynku przy ul. Żołnierskiej 50 w Szczecinie (osiedle Pogodno, dzielnica Zachód). Powstał 1 września 2020 r. w wyniku podziału dotychczasowego Wydziału Budownictwa i Architektury.

## Kierunki kształcenia
Dostępne kierunki:
- Architektura (studia I i II stopnia)
- Projektowanie Architektury Wnętrz i Otoczenia (studia I i II stopnia)
- Specjalista ds. Dostępności (studia podyplomowe)

## Władze Wydziału
W kadencji 2020–2024:
| Stanowisko                               | Imię i nazwisko                     |
| ---------------------------------------- | ----------------------------------- |
| Dziekan                                  | dr hab. inż. arch. Grzegorz Wojtkun |
| Prodziekan ds. studenckich i kształcenia | dr inż. arch. Mariusz Tuszyński     |
| Prodziekan ds. organizacji i rozwoju     | dr hab. inż. arch. Adam Zwoliński   |
| Prodziekan ds. organizacji i rozwoju     | dr inż. arch. Katarzyna Krasowska   |

## Struktura organizacyjna
| Katedra                                                                | Kierownik                              |
| ---------------------------------------------------------------------- | -------------------------------------- |
| Katedra Architektury Wnętrz                                            | dr inż. arch. Agnieszka Rek-Lipczyńska |
| Katedra Architektury Współczesnej Teorii i Metodologii Projektowania   | dr hab. inż. arch. Krzysztof Bizio     |
| Katedra Historii i Teorii Architektury                                 | dr hab. inż. arch. Piotr Fiuk          |
| Katedra Mieszkalnictwa i Podstaw Techniczno-Ekologicznych Architektury | dr hab. inż. arch. Marek Wołoszyn      |
| Katedra Projektowania Architektonicznego                               | dr hab. inż. arch. Piotr Arlet         |
| Katedra Sztuk Wizualnych                                               | dr hab. Monika Szpener                 |
| Katedra Urbanistyki i Planowania Przestrzennego                        | dr hab. inż. arch. Adam Zwoliński      |